# Zorzinichthys
Zorzinichthys annae, Zorzinichthyidae
Famille
Genre
Espèce
Zorzinichthys est un genre éteint de tout petits poissons marins qui vivait lors de l’Éocène inférieur (Yprésien). Ses restes fossiles ont été mis au jour sur le site du monte Bolca, en Vénétie (Italie).
Une seule espèce est rattachée au genre, Zorzinichthys annae, décrite en 2002 par les paléontologues James C. Tyler (d) et Alexander Bannikov (d),.

## Découverte et datation
Ses fossiles parfaitement préservés ont été découverts dans les calcaires laminés du célèbre site paléontologique (Lagerstätte) du monte Bolca, en Vénétie (Italie), plus précisément de la zone de « Pesciara » , un niveau stratigraphique daté d'il y a environ entre 49 et 48,5 Ma (millions d'années),. Ils ont vécu dans les lagons tropicaux de l'océan Téthys, précurseur de la Méditerranée.

## Description
L'holotype de cette espèce ne mesure que 2,75 centimètres de long. La hauteur du corps de l'animal représente environ 60 % de sa longueur. En ajoutant les nageoires, sa hauteur est presque égale à sa longueur. Il possède une grosse tête dont la longueur représente 45 % de la longueur du poisson. La bouche est grande. La queue est portée par un court pédoncule caudal.

## Classification
Les inventeurs du genre et de l'espèce n'ont pu placer Zorzinichthys annae dans l'une des familles existantes au sein de l'ordre des Perciformes ; ils ont ainsi créé une nouvelle famille, les Zorzinichthyidae, dont Z. annae est le seul membre connu. Ils soulignent toutefois que ce poisson reste proche d'autres Perciformes à corps élevés appartenant aux familles des 
acanthonémidés, sorbinipercidés et caproidés.